# 레라 아이비
레라 아이비(Lela Ivey, 1958년 6월 26일 ~ )는 미국의 배우, 연극 배우, 텔레비전 배우, 영화배우이다.
뉴욕에서 태어났다.

## 영화
- 플레전트빌 (1998년)
- 빈 (1997년)
- SFW (1994년)
- 이젠 키스 안 사요 (1992년)
- 아담스 패밀리 (1991년)
- 사선을 넘어 - TV 시리즈 (1989년)
- 레이디킬러 (1988년)
- 제2의 연인 (1986년)
- 카이로의 붉은 장미 (1985년)